# Alternate Attax
Alternate attax (Eigenschreibweise ALTERNATE aTTaX, auch bekannt unter Team ALTERNATE) ist ein deutscher E-Sport-Clan. Der Clan ist das Werksteam des Computer-Versandhandels Alternate. Alternate attax wurde 2003 gegründet und ist damit das erste deutsche Werksteam im E-Sport. Das Team konnte in verschiedenen Computerspielen zahlreiche nationale und internationale Titel erringen.

## Geschichte
Alternate attax wurde offiziell im August 2003 mit einem Showmatch gegen die a-Losers am gemeinsamen Messestand von Alternate und MSI vorgestellt. Die Planungsphase erstreckte sich von Mai 2003 bis August 2003. An der Gründung waren insbesondere der Geschäftsführer der Alternate GmbH Carsten Kellmann, der spätere Clanchef Michael Timm (Mitarbeiter des Einkaufsabteilung bei Alternate) und der spätere Team-Captain Peter „Chucky“ Schlosser beteiligt. Zu Beginn war Alternate attax ausschließlich in Counter-Strike 1.6 aktiv.
Zu Beginn setzte sich im Kern das Counter-Strike Team aus ehemaligen Spielern von TAMM bzw. Perdox zusammen. Das Showmatch wurde mit Peter „Chucky“ Schlosser, Jan „Moon“ Stolle, Jens „Final“ Faller, Torsten „TroNiCo“ Hamacher und Karl „ricster“ Szobolovszky bestritten. In diesem Showmatch setzte sich das Werksteam gegen die a-Losers mit 34:26 durch. Es folgten zahlreiche Siege in nationalen Wettbewerben. Unter anderem wurde der erste Giga Grand Slam im November 2003 gewonnen. Dies war das erste Counter-Strike Finale, das in Deutschland live im Fernsehen übertragen worden ist.
Anfang 2004 gewann das Team die fünfte Ausgabe der deutschen LAN-Meisterschaften WWCL und qualifizierte sich als erster der ESL Amateur Series für die darauf folgende EPS Season IV. Während der EPS-Saison gelang es dem Werksteam Mousesports erstmals in einem Spiel zu besiegen. Die EPS Season IV konnte das Team im Sommer 2004 als dritter abschließen. Es folgten die ersten internationalen Auftritte des Teams. Im Sommer 2004 nahm das Team an der CPL in Dallas teil und konnte das Turnier als 17. abschließen. Außerdem gelang im September 2004 die Qualifikation zur World Cyber Games 2004. Im Rahmen der nationalen Vorausscheidung setzte sich das Team abermals gegen den größten Konkurrenten Mousesports durch, der jedoch aufgrund der österreichischen Spieler mit Auswechselspieler antreten musste. Das WCG-Turnier konnte das Team auf dem neunten Platz abschließen.
Zu Beginn des Jahres 2005 wurden Peter „Chucky“ Schlosser, Bastian „Bastian“ Fischer und Christian „todi“ Hackmann durch Tim „r4id“ Kreutzer, Jens „voodoo“ Hansen und Sebastian „nitro“ Windhaus ersetzt. Peter 'Chucky' Schlosser widmete sich nun primär seinen Aufgaben im Clan-Management. Jedoch blieb das Team hinter den Erwartungen zurück. Unter anderem wurden die EPS Finals der Saison VI und VII verpasst. Daraufhin wurde das Team zu Beginn des Jahres 2006 neu aufgebaut. Nur noch Jan „mooN“ Stolle verblieb in dem Team. Ergänzt wurde das Team durch die Spieler David „CHEF-KOCH“ Nagel, Navid „Kapio“ Javadi, Manuel „Tixo“ Makohl und Tim „Silver“ Hochgrebe. Im ersten Halbjahr 2006 gelang es dem Team sich erstmals in der internationalen Spitze zu etablieren. Es gelang ein 2. Platz auf dem Intel Summer Championship in Dallas und ein 3. Platz auf dem ESWC in Paris. Aufgrund interner Unstimmigkeiten im Team sowie einem Vorvertrag für das Jahr 2007 zwischen Mousesports und Navid „Kapio“ Javadi zerfiel das Team nach dem ersten Halbjahr 2006. Es wurde für die Zeit bis zum Beginn des Jahres 2007 ein Übergangs-Lineup aufgestellt. Zur Überraschung der gesamten Szene gewann das Team dennoch im Jahr 2006 das mit 50.000 US-Dollar dotierte Weltmeister-Turnier der World Series of Video Games.
Gegen Ende des Jahres 2007 begann der Clan, eine Warcraft-III-Abteilung aufzubauen. Anfang 2008 sicherte sich der Alternate-Spieler Daniel „XlorD“ Spenst in den Saisons 12, 13 und 14 der ESL Pro Series den Meistertitel. Mit Erscheinen von StarCraft II stieg Spenst um, die Warcraft-III-Sektion wurde geschlossen.
Am 17. November 2014 rückte die Counter-Strike:-Global-Offensive-Abteilung wegen eines Cheatskandals in das Licht der E-Sport-Szene. Der zuvor besonders in Online-Matches mit einer überdurchschnittlichen hohen Headshotrate auffällig gewordene Spieler Simon „smn“ Beck wurde von der ESEA League für ein Jahr wegen nachweislicher Benutzung verbotener Hilfsmittel gesperrt. Team Alternate trennte sich noch am selben Tag vom Spieler und tauschte im Dezember 2014 auch das restliche Team aus.
Am 1. Juli 2015 gab Team Alternate bekannt, sich von ihrem weiblichen Counter-Strike: Global Offensive Team zu trennen. Der Grund für die Auflösung des CS:GO Teams sei die Absicht sich zukünftig auf die Multiplayer Online Battle Arena (MOBA) Szene zu konzentrieren und dort verstärkt Teams zu beschäftigen und zu fördern.
Zum 1. Januar 2016 nannte Team Alternate sich in ALTERNATE aTTaX um. Gleichzeitig wurde mit der Verpflichtung der Spieler von Killerfish eSport ein neues Team in Counter-Strike: Global Offensive präsentiert.
Am 20. März wurde ein Apex Legends Team angekündigt, welches als ALTERNATE aTTaX Team spielen wird.
Im Dezember 2019 gewann das Team im Spiel Counter-Strike: Global Offensive den zweiten Platz der deutschen Meisterschaften.
Am 7. Juli 2021 gab Alternate Attax die Trennung von seinem damals aktiven CSGO Lineup bekannt. Aufgrund ausbleibender Erfolge trennte man sich von dem Team. Zusätzlich zu den Spieler verließ im Oktober dann auch noch der Projekt-Manager Stephan „Scars“ Barth die Organisation.
Zum 1. Januar 2022 kehrte man zu Counter-Strike: Global Offensive zurück. Nach einer kurzen Pause ohne aktivem Lineup, verpflichtete man das ehemalige Roster von „REZIST“.

## Mannschaftsstätte
ALTERNATE aTTaX verfügt über ein von ALTERNATE zur Verfügung gestelltes Trainingsgebäude in Linden. Dort können die Clanspieler Clanwars bestreiten, trainieren und entspannen: „Das LAN-Haus hier in Linden [ist] ein Faktor im Clan, der nicht mit Geld und noch so hoher Motivation aufzuwiegen ist. Das Team fühlt sich wohl und kommt auch gerne zum Zeitvertreib hierher. […] Eigentlich ist es der Schlüssel zu den Erfolgen der vergangenen Monate, weil wir alle wichtigen Spiele von hier aus gewinnen konnten.“ In Linden befindet sich auch das einzige ALTERNATE-Ladengeschäft in Deutschland. Hier steht zudem die Pokal-Vitrine des Clans.

## Aktive Spieler
(Stand: 22. Februar 2025)

### Counter-Strike: Global Offensive
- Leon "OneLion" D.
- Quang-Anh "hayanh" N.
- Marc "Askan" D.
- Marcel "Cl34v3rs" K.
- Florian "FoG" G.

- Nora Antonia "Radion" H.

### VALORANT
- Dimitrios „stavros“ Smoilis
- Rene "Shazeon" Cappel
- Ziad "Ziad" Salih Mohamed
- "prayy"
- Kilian "unfairAK" Schöne

- Niklas "bubu" Bartels (Head-Coach)

### VALORANT Ruby
- Evi "Blossi" S.
- Nicole „ginger“ R.
- Nathalie "Harmonee" B.
- Elena "ellie" A.
- Jade "Jade" K.

- Robin „xypheX“ Kraus (Head-Coach)

- Sven "favseven" Kölbl (Assistant-Coach)

## Wichtige ehemalige Spieler
- David „CHEF-KOCH“ Nagel (Counter-Strike, 2006–2008, 2011)
- Florian „syrsoN“ Rische (Counter-Strike: Global Offensive, 2016-2018)
- Tizian „tiziaN“ Feldbusch (Counter-Strike: Global Offensive 2016-2018)
- Nils „k1to“ Gruhne (Counter-Strike: Global Offensive, 2018)
- Giacomo „Socke“ Thüs (StarCraft 2, Protoss, 2010–2014)
- Daniel „XlorD“ Spenst (Undead in Warcraft III, Zerg in StarCraft 2, 2007–2011)

## Erfolge (Auszug)

### Counter-Strike
| Datum                   | Platzierung | Turnier Stufe | Tournament                       | Tournament                                      | Ergebnis | Ergebnis | Preis      |
| ----------------------- | ----------- | ------------- | -------------------------------- | ----------------------------------------------- | -------- | -------- | ---------- |
| 2019-12-21              | 2nd         | Minor         | Counter-Strike: Global Offensive | 99Damage Liga Saison #13                        | 0 : 2    |          | $ 2.775,00 |
| 2019-04-06              | 1st         | Minor         | Counter-Strike: Global Offensive | ESL Meisterschaft: Spring 2019                  | 2 : 1    |          | $13.461,62 |
| 2016-11-26              | 1st         | Major         | Counter-Strike: Global Offensive | ESL Meisterschaft: Winter 2016                  | 2 : 0    |          | $7.944,91  |
| 2016-10-30              | 1st         | Major         | Counter-Strike: Global Offensive | eSports World Convention 2016                   | 2 : 1    |          | $20.000    |
| 2012-12-09              | 1st         | Major         | Counter-Strike: Global Offensive | ESL Pro Series Germany Winter 2012              | 2 : 0    |          | $9.695,56  |
| 2012-04-29              | 1st         | Major         | Counter-Strike: Source           | ESL Pro Series Germany Spring 2012 – CS: Source | 2 : 0    |          | $12.326,68 |
| 2009-03-05              | 2nd         | Premier       | Counter-Strike                   | IEM III European Championship Finals            | 0 : 1    |          | $10.000    |
| 2008-03-09              | 3rd         | Premier       | Counter-Strike                   | Intel Extreme Masters II                        | 3 - 16   |          | $15.000    |
| 2006-12-10              | 1st         | Premier       | Counter-Strike                   | WSVG 2006: New York                             | 21 - 16  |          | $50.000    |
| 2006-07-09              | 2nd         | Premier       | Counter-Strike                   | 2006 CPL Summer                                 | 0 : 2    |          | $27.000    |
| 2006-07-02              | 3rd         | Premier       | Counter-Strike                   | ESWC 2006                                       | 16 - 19  |          | $24.000    |
| Detaillierte Ergebnisse |             |               |                                  |                                                 |          |          |            |

### Warcraft III
- dreifacher deutscher Meister der ESL Pro Series (Seasons XII, 13, 14) –  Daniel „XlorD“ Spenst

### Starcraft II
- dreifacher deutscher Meister der ESL Pro Series (Season 17, 18, 19) –  Giacomo „Socke“ Thüs

### League of Legends
- League Championship Series – 2013 Summer Playoffs: 5. Platz
- Intel Extreme Masters – Season VI Global Challenge Cologne: 5. Platz
- Intel Extreme Masters – Season VI World Championship: 7. Platz
- Intel Extreme Masters – Season VII Global Challenge Cologne: 5. Platz
- zweifacher deutscher Meister der ESL Pro Series (Seasons 19, 21)

### Heroes of the Storm
- World Cyber Arena at Gamescom 2015: 4. Platz

### VALORANT
- zweifacher deutscher Meister der Project Queens Liga (Split 2 2024[20], Split 3 2024[21])
- erstes vollständig deutsches Team in VCT Game Changers (Stage 3 2024)

## Organisation
| ID             | Name                | Titel              |
| -------------- | ------------------- | ------------------ |
| w1zard         | Lennart Kreuter     | Manager            |
| Christian Rose | Christian Rose      | CEO                |
| f4nz0          | Fabio Schlößer Vila | Creative Director  |
| Rupert Hoop    | Rupert Hoop         | Sport Psychologist |